# Aldgate East Station
Aldgate East Station er en London Underground-station beliggende mellem Aldgate og Whitechapel i distriktet Tower Hamlets.
Stationen ligger i takstzone 1. Den er på Hammersmith & City line mellem Liverpool Street og Whitechapel og på District line mellem Tower Hill og Whitechapel.
Stationen er i øjeblikket under en større renovering, hvor perronvægene bliver fuldstændig omlagt. Da Metronets kollaps i sommeren 2007, blev alt arbejde på Aldgate East dog indstillet. Dette indebærer omsætningen af fliserne på perronerne og renovering af den østlige billethal, som genåbnede den 31. marts 2009. På perronerne er der blevet fjernet nogle områder med fliser, uden de er blevet erstattet, hvilket udsætter betonen bagved, mens der andre steder stadig sidder blege, gule fliser på væggene.

## Oprindelig station
Navnet "Commercial Road" blev foreslået til den oprindelige Aldgate East Station, der åbnede den 6. oktober 1884, som en del af en østlig udvidelse af Metropolitan District Railway (nu District line), ca. 150 m vest for den nuværende station, tæt på Metropolitan Railways Aldgate Station. Men da kurven med forbindelse til Metropolitan Railway fra Liverpool Street skulle bygget, skulle kurven vær særlig skarp på grund af tilstedeværelsen af Aldgate East Station, hvorved den skulle være ret.

## Flyttet station
Som en del af London Transports nyanlægsprogram i 1935-1940 blev trekantskrydset ved Aldgate forstørret, hvilket tillod en blidere kurve og at togene ikke kunne snyde signalerne. De nye Aldgate East-perroner blev anlagt umiddelbart øst for deres forgængere, med en udgang med vest mod den oprindelige beliggenhed, og en anden i de nye perroners østlige ende.
Den nye østlige udgang var nu så tæt på banens næste station, St Mary's (Whitechapel Road), at denne station kunne lukkes, hvilket reducerede driftsomkostningerne og rejsetiderne, da den nye Aldgate East havde erstattet to tidligere stationer.
Den nye station åbnede den 31. oktober 1938 (den gamle station lukkede permanent den forrige aften) og blev designet til at være fuldstændig underjordisk, hvilket gav en efterlyst gangtunnel til vejen på overfladen. For at gøre plads til denne og til perronerne nedenunder var det dog nødvendigt at sænke de eksisterende spor mere end 2 m. For at opnå dette, mens der stadig blev kørt tog på sporene om dagen, blev kassen under sporene udgravet, og sporene holdt oppe af a træstillads. Da udgravningen var færdig og den nye station anlagt omkring grunden, sænkede en flok på over 900 håndværkere hele banen samtidig på en nat. Kroge i loftet blev benyttet til at hænge sporene på, når der var nødvendigt. Disse kan stadig ses.
District og Hammersmith and City line-tog kører ind til Aldgate East langs to sider af trekanten (fra Liverpool Street og fra Tower Hill) og passerer gennem den tidligere stations beliggenhed. Det meste af denne blev opslugt af den nuværende sammenfletnings linjeføring, men den den ekstra bredde og højde og tunnelens uregelmæssige form kan stadig ses.
Da stationen er bygget fuldstændigt under en udvidet vej, og blev bygget efter beton begyndte at blive et byggemateriale, har perronerne en forholdsvis høj loftshøjde. Dette kombineret med flisedesignet fra slutningen af 1930'erne fremstår stationens perronområde som særligt rummeligt og imødekommende, hvilket var usædvanligt i The Underground i anlægsperioden. Flisebelægningen, der indeholder relieffliser, som viser enheder rammende for London Transport og stationsoplandet, blev designet af Harold Stabler og lavet af Poole Pottery.
Af interessante steder nær Aldgate East kan nævnes Whitechapel Art Gallery (nabo til den østlige indgang), Petticoat Lane Market og Brick Lane.

## Fremtid
Et medlem af det lokale bydelsråd lancerede en kampagne for at få stationens navn ændret til Brick Lane Station i løbet af 2012, men dette har ikke fået officiel opbakning og kampagnen var ingen succes. Samme lokalpolitiker har ligeledes foreslået at omdøbe Shoreditch High Street Station til "Banglatown".

## Transportforbindelser
London buslinje 15, 25, 67, 115, 135, 205, 254 og natlinje N15, N253, N550 og N551.